# Famiglia Typaldos
Typaldos (Τυπάλδος; Tibaldo, Tipaldos, Tipaldi) è una storica famiglia romana di origini tedesche, sorta in Italia nell'VIII secolo. La famiglia ha ricoperto ruoli politici e artistici importanti in Italia e in Grecia. Alcuni loro membri furono ascritti nel Libro d'Oro della Nobiltà di Venezia.
A Cefalonia, i Typaldos sono attestati dal 1470 quando vennero aggiunti alla Nobiltà di Cefalonia e tornarono a Napoli nel 1864.
I Tipaldo e i Tebaldi, prendendo l'ortografia greca di Typaldos, si divisero in vari rami: Chiaplià,, Xidià,, Scafidà, Bastià, Lascarato e Alipiato, Mecugliari, Jacovato, Pretenderi, Gaspareo, Zannì o Zannato, Pavlinò, Cosachi, Biasotti, Costantino, Foresti e Caritato, Stelato, Alfonsato, Vrettèo, Dimitrato, Carlato, Drancato e Peveretto,, Bronza, Dottorato e Cappelletto.

## Notizie storiche
Il presidente del Collegio araldico, conte Baldassarre Capogrossi Guarna, nel suo "Notizie Storiche della famiglia Tobaldi" (Roma 1890) dice: Essa è indubbiamente antica ed ampissimamente ragguardevole, giusto anche l'unanime consenso degli storici, che ne hanno favellato. Trovasi nelle varie epoche appellata Teobaldi, Tebaldi, Tibaldi.
Inoltre cita il Codice Vaticano del Fanutius Campanus "Anselmus civis Brixianus, in vita Gregorii secundi Pape, haec inter alis narrat se legisse in variis cronicis … In urbe Romana quinque hernes Maguntini nobilissimi et potentes plantarunt suns familias inteer quas Thebaldus familiam de Thebaldis".
Tebaldo Tebaldi fu investito cavaliere da Carlo Magno intorno al 800, è fuori dubbio che i Tebaldi romani nello scorcio del secolo XI erano numerosi e potenti. Possedevano allora castelli a Riano e in altre terre.
Nel 1393 Cola Tebaldi era "Caporiano" di Sant'Eustachio (Cod. vat. 8040). Tra i firmatari dell'accordo concluso l'8 agosto del 1393 con il Senato e i magistrati romani per il ritorno di Assisi a Roma di Papa Bonifacio IX si trova un Nicola Tebaldi (Cod. Vat. 8255). Nel 1404 il conte Colella (Nicola) Tipaldo, consigliere famigliare, fu inviato a Cefalonia da re Ladislao I come luogotenente.
A Cefalonia la famiglia Tipaldo fu tra le più numerose e con più rami e occuparono grandi ruoli politici e si distinsero tra la scienza e le arti. I Tipaldo figurano su tutti i Libri d'Oro dell'Isola.
Nel 1408 Marco, figlio di Nicola Tebaldi, fu "Conservatore di Roma" personaggio di grande rilievo.
Negli anni dal 1409 al 1410 i Tebaldi si distinsero al servizio di Ladislao I, re di Napoli, che vide contrapposti il Regno di Napoli e la lega anti-napoletana guidata dalle Repubbliche di Firenze e Siena. Tebaldo Tebaldi in qualità di "Condottiero di Cavalli" (cavaliere) si guadagnò il nome di "Valoroso" e la stima di re Ladislao.
Nel 1456, Giacomo Tebaldi fu creato cardinale da papa Callisto III ed ebbe l'arcidiocesi di Napoli nel 1456. Eletto camerlengo del collegio dei cardinali per l'anno 1458, ha partecipato al conclave del 1458, che elesse papa Pio II e al conclave del 1464, che elesse papa Paolo II.

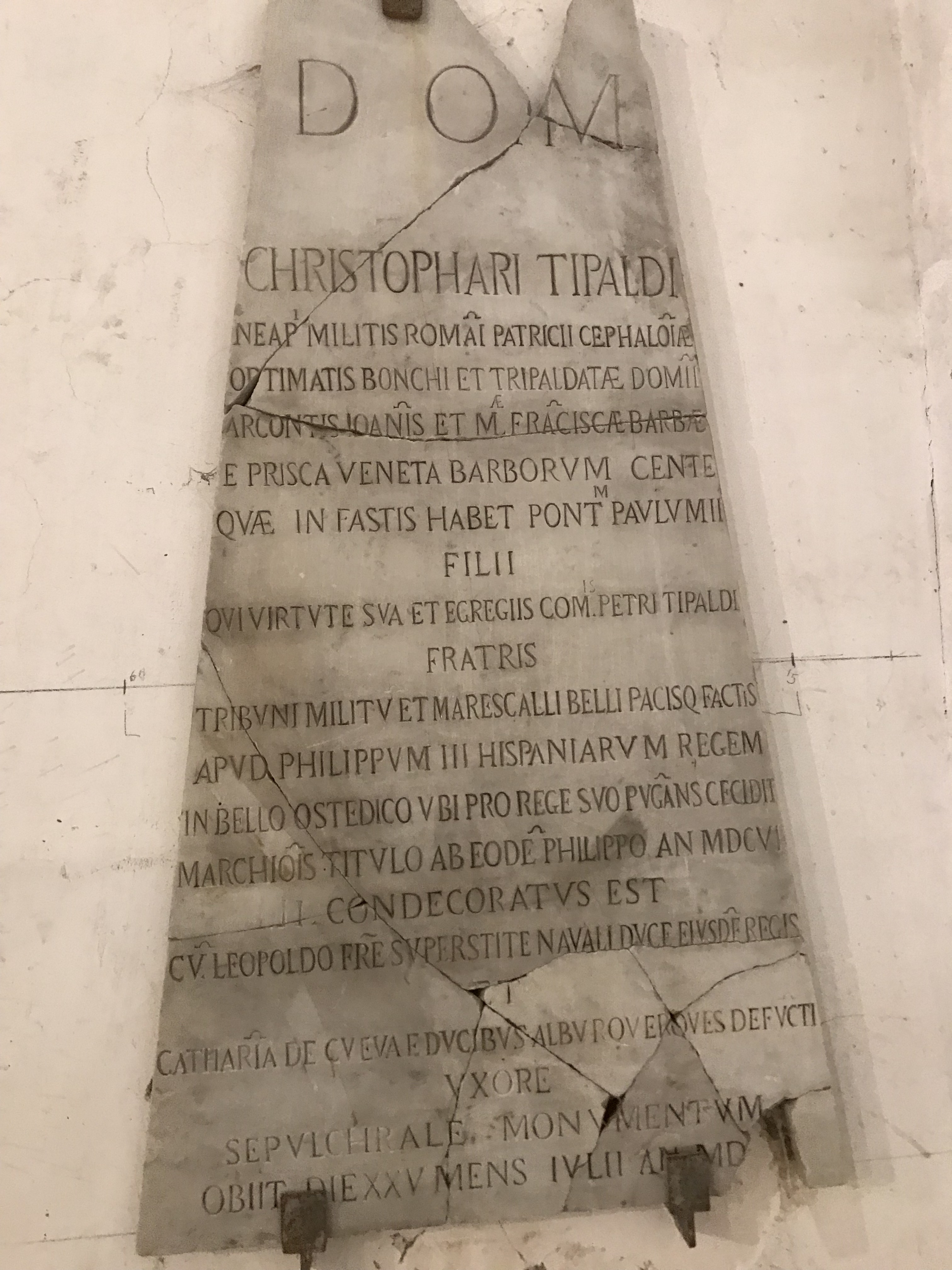
Lapide commemorativa dell'invio di Cristophari Tipaldi a Cefalonia dal Re di Napoli Ladislao presso la Chiesa di Sant'Agnello Maggiore, detta anche Sant'Aniello a Caponapoli
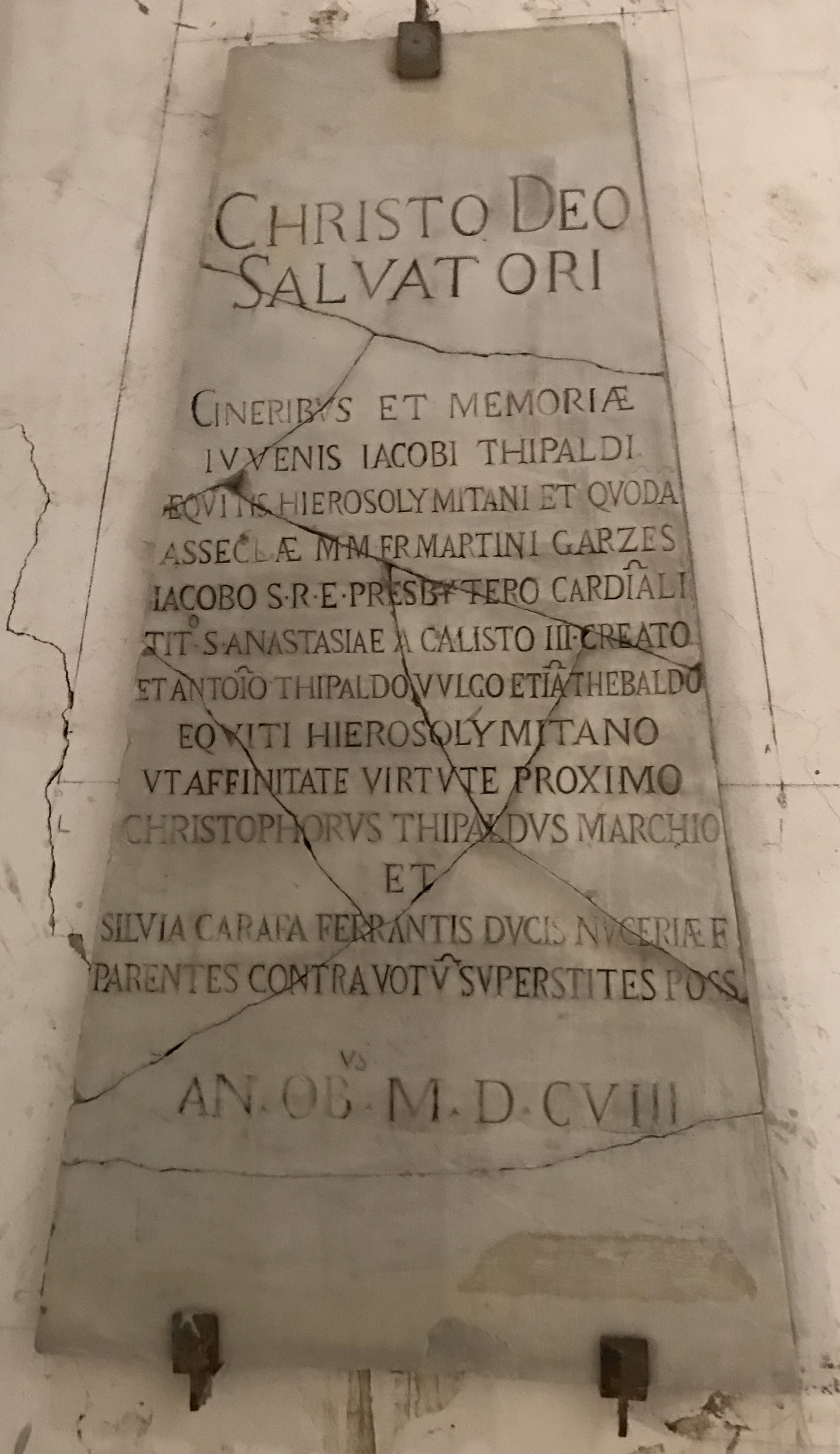
Lapide commemorativa di Iacobi Thipaldi presso la chiesa di Sant'Agnello Maggiore a Napoli
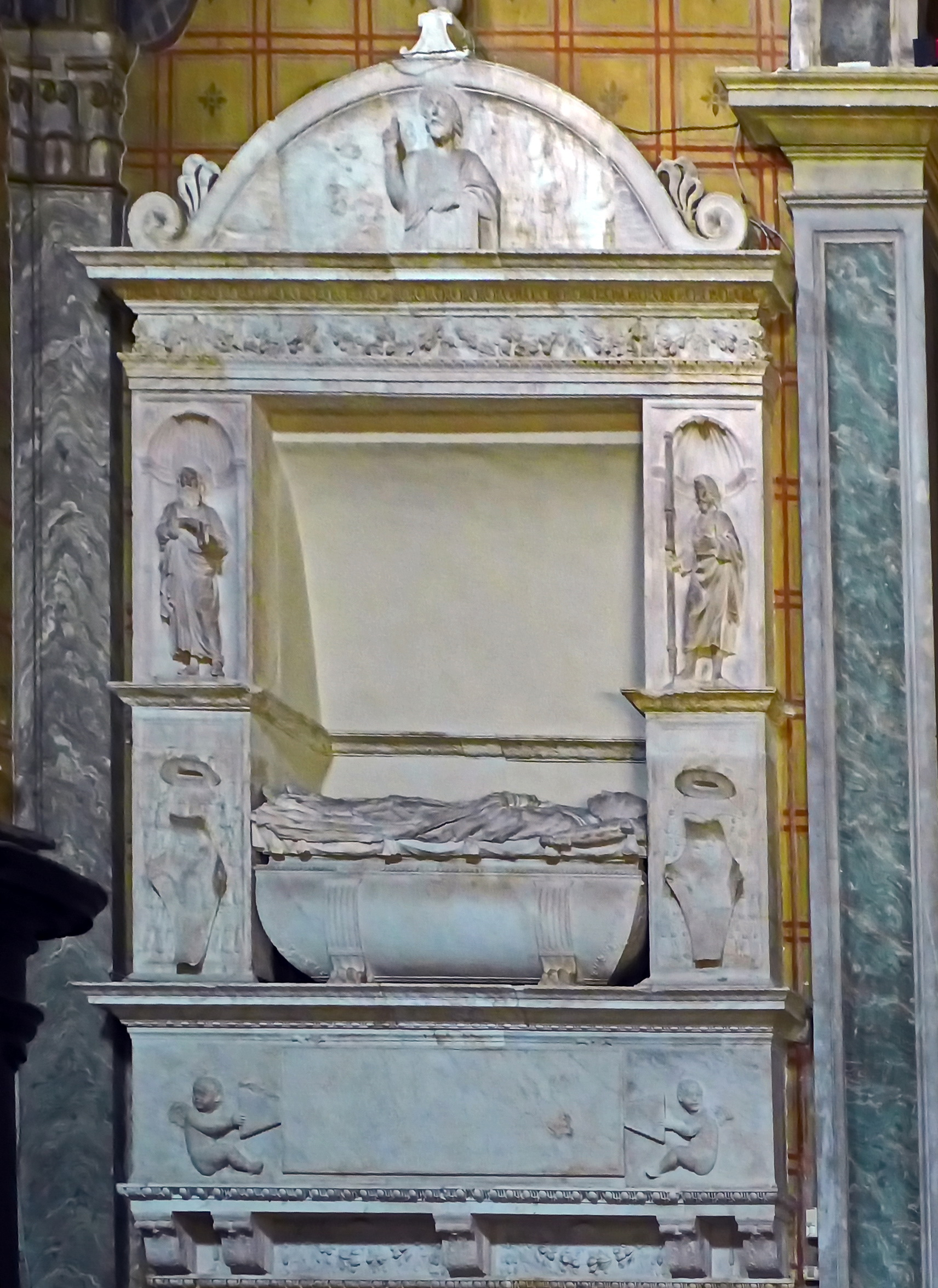
Monumento tombale del Cardinale Giacomo Tebaldi presso la Chiesa Santa Maria Sopra Minerva, Roma

## Genealogia

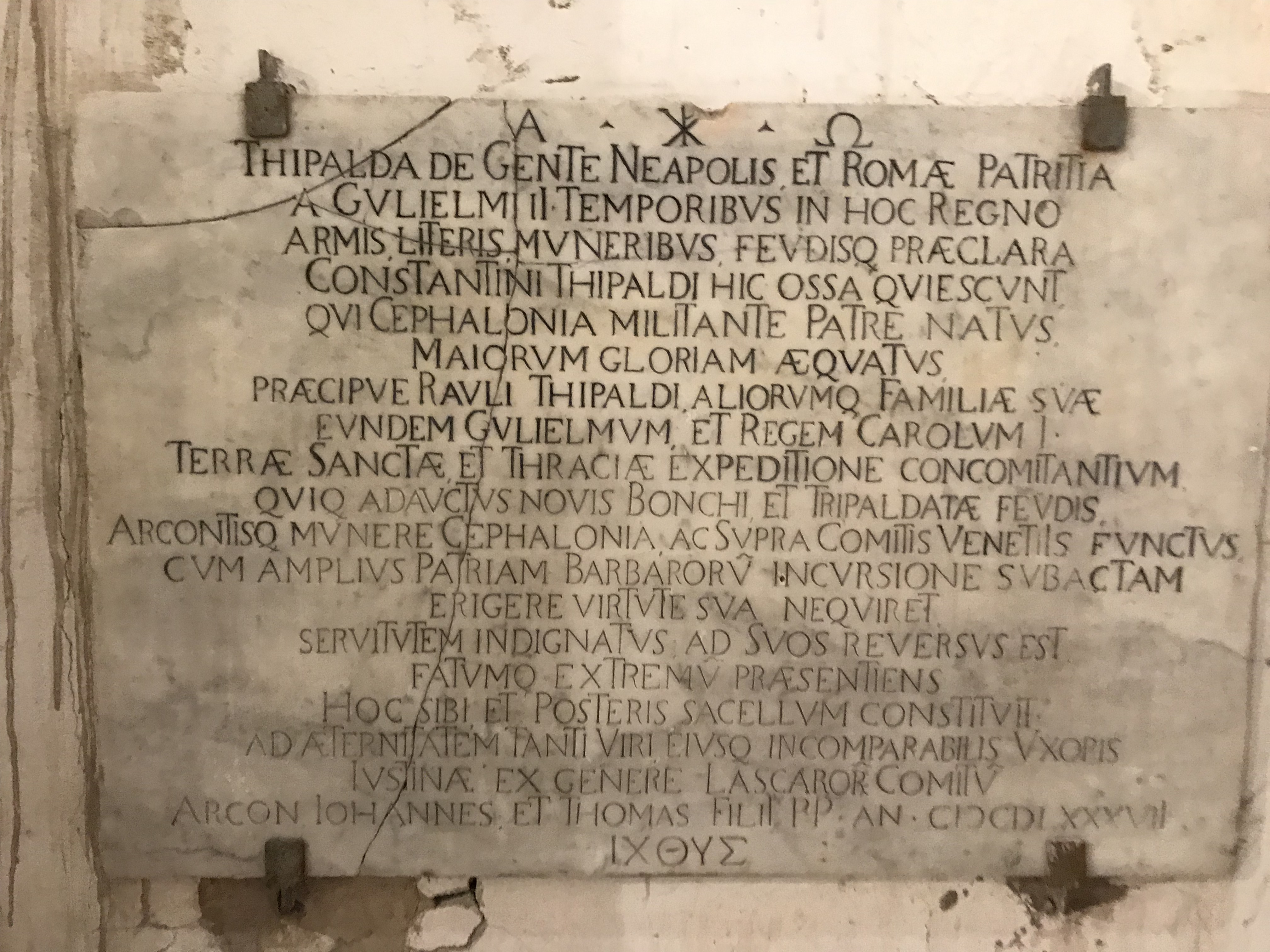
Chiesa di Sant'Agnello Maggiore, detta anche Sant'Aniello a Caponapoli

Il primo di questa famiglia che si stabilì a Cefalonia fu il conte Colella Tipaldo (*  1370 ca.), nobile del Regno di Napoli, inviato nel 1404 da Ladislao, re di Napoli e d'Ungheria, in qualità di luogotenente reale nell'isola di Cefalonia con poteri straordinari, per ristabilire l'ordine. Il Decreto relativo ad esso, del 21 aprile 1404, conservato nell'Archivio di Stato di Napoli, Sala Diplomatica, Registri della Cancelleria Angioina, vol. 367 con il titolo "Ladislao, 1404, B" foglio 40. Il conte Colella Tipaldo sembra che si sia sposato a Cefalonia e abbia ricevuto un feudo o una baronia, rilevata dallo Stato nel 1502 per essere distribuita agli Stradioti, che si rifugiarono a Cefalonia dopo la perdita di Corone e Modone.
Il milite Cristofaro Tipaldi, sposato con Silvia Carafa, figlia di Ferrante, duca di Nocera, per cui i suoi discendenti aggiunsero al loro cognome quello di Carafa, venne decorato da Filippo III di Spagna, re di Napoli dal 1598 al 1621, del titolo di marchese nel 1608.

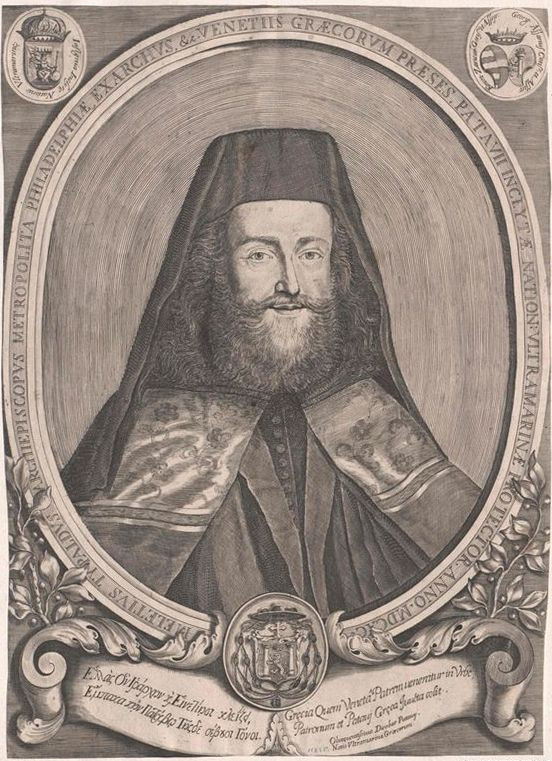
Meletios Tipaldos

Meletios (o Matteo) Typaldos del ramo Zannì o Zannato (* 1648 in Lixouri; †  6 maggio 1713 a Venezia), dopo i primi studi a Lixouri, studiò teologia e letteratura a Venezia e all'Università di Padova e fu poi nominato professore del Liceo greco di Venezia dal 1671 al 1684. Nel 1677 venne ordinato diacono e poi sacerdote sotto il nome di Meletios. Il 28 marzo 1685 fu eletto arcivescovo metropolita di Filadelfia in Lidia con residenza a Venezia. Dal 1685 al 1712 fu metropolita nella chiesa di San Giorgio dei Greci. Fu sollevato dalle sue funzioni nel 1712 con il sospetto di propensione al cattolicesimo e visse a Venezia con una piccola pensione, che gli fu concessa, fino alla sua morte, avvenuta nel 1713.
Konstantinos Typaldos-Alfonsatos fu ammiraglio della Reale Marina Ellenica, deputato al parlamento Greco e ministro della Marina Greca (1922, governo di Nikolaos Stratos) partecipò al colpo di stato di Goudi (quartiere di Atene) nell'agosto 1909 difendendo l'arsenale navale a Salamina.
Andrea Typaldos Lascarato (* 1 maggio 1811 in Lixouri; † 23 luglio 1901 ad Argostoli), dopo le prime lezioni a Lixouri, continuò i suoi studi all'Accademia Ionica ad Argostoli sotto la protezione di suo zio. Studiò principalmente poesia italiana e letteratura, e scrisse diverse poesie satiriche. Nel 1834 partì per l'Università di Pisa, dove ottenne un dottorato in giurisprudenza nel 1839.
Atanasio (Thano) Typaldos Bassia (* 15 giugno 1868; † 11 marzo 1924 in Atene), dottore in giurisprudenza, deputato di Cefalonia al parlamento ellenico dal 1899 al 1920, ministro dell'economia nazionale in Grecia.
Cav. Dionysio Typaldos Xydia fu presidente di molte società. Il figlio cadde valoroso nella battaglia di Gorizia come volontario italiano.
I Typaldos Caritato dettero sindaci e deputati in Grecia.

### Il ramo Zannì o Zannato

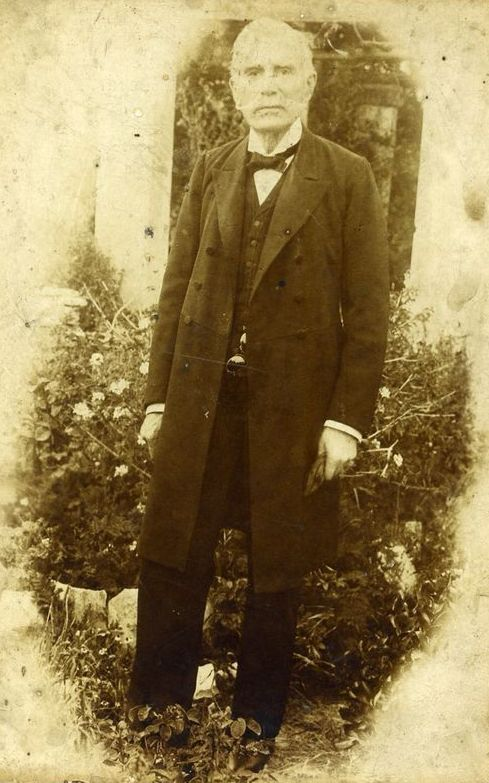
Gerasimo Typaldos Zannì, console generale onorario di Grecia a Napoli dal 1877 al 1910

Geremia o Giovanni del ramo Zannì o Zannato (* 1658 a Līxouri (Cefalonia); † 1728), studiò teologia e letteratura a Venezia, fu ordinato vescovo di Modone e di Navarino nel Peloponneso nel 1688.
Belisario del ramo Zannì o Zannato, nato nel 1668, sposò Laura Manzavino appartenente ad una famiglia nobile della Grecia.
Gritti o Andrea Giovanni (* 1690 a Lixouri; † 1764 a Londra), studiò teologia e letteratura al Collegio Greco di Roma, entrò nella Compagnia di Gesù, dove divenne prete. Predicò nella chiesa del Collegio Greco di Roma, di cui fu nominato professore di teologia dogmatica e fu autore di diversi libri di dogmi nella Chiesa cattolica.
Catterino del ramo Zannì o Zannato (* 1724 a Lixouri; † 1783) studiò al Collegio Greco di Roma e fu ordinato presbitero nella Chiesa cattolica. La sua volontà fu di preservare il nome della famiglia Tipaldo Zannì di Lixouri, istituì una borsa di studio al Collegio Greco di Roma per i giovani di nobile famiglia di Cefalonia.
Gerasimo Typaldos Zannì, medico chirurgo e filosofo, fu membro della Confraternita dei nazionali greci di Napoli, governatore (amministratore) della Confraternita greca di Napoli dal 1º maggio 1890 al 1895 e console generale onorario di Grecia a Napoli dal 1877 al 1910.

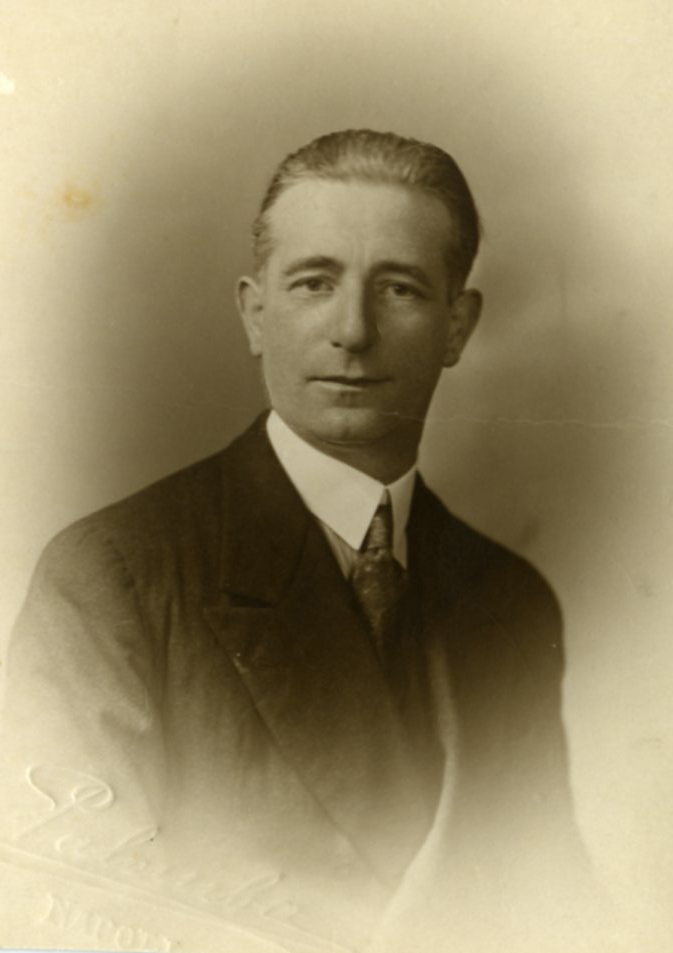
Dionysio Typaldos (1876-1955)

Gli seguì il nipote (figlio del fratello Evanghellino) Dionysio Typaldos Zannì (* 1875 a Lixouri; † 1955), medico, amministratore della Confraternita di Napoli dal settembre 1904 al 1939 e console generale onorario di Grecia a Napoli dal 1910 al 1940 e dal 1945 al 1955. Insignito della Fenice d'oro, della Medaglia d'oro dell'Ordine del Redentore e della medaglia dell'Ordine Reale di Giorgio I per i suoi meriti in campo umanitario, nel 1940 fu imprigionato dai fascisti, che ne sequestrarono i suoi beni.  Nel 1946, Dionysio Typaldos, agente del governo greco, riassumeva la cura degli interessi ellenici a Napoli. Una delle prime sue cure fu quella di ricostruire la confraternita greca.
L'eredità di Dionysios andò al figlio Evanghelo (Evangelos) (* 1922; † 16 maggio 2013), titolare di una società commerciale e membro della confraternita dei Greci a Napoli. Il 11 settembre 1953 risulta governatore della confraternita greca di Napoli. Dal 1955 era console onorario di Grecia a Napoli e presidente onorario e membro fondatore della Comunità Ellenica di Napoli e Campania. Nel 2011 ricevette la Medaglia d'oro dal Ministero degli esteri greco.
Katerina Typaldos (1922-2013), sorella di Evanghelo, laureata in farmacia, fu una delle figure più carismatiche dell'ellenismo napoletano.
I figli avuti da Evanghelo e dalla moglie Linda Mancini (Irene, nata nel 1962, e Dionysio, nato nel 1972), hanno donato nel 2015 l'archivio privato della famiglia (coprente il periodo dal 1860 al 1970) all'Archivio di Stato di Napoli; nello stesso anno la comunità ellenica di Napoli e Campania e la federazione delle comunità e confraternite elleniche vi hanno organizzato una mostra e un convegno internazionale di studi intitolato "I Greci in Campania: 500 anni di storia", in occasione del quale sono stati esposti per la prima volta al pubblico alcuni documenti provenienti dall'archivio privato Typaldos.
Nel 2019 l'archivio Typaldos viene dichiarato, dalla Soprintendenza Archivistica e Bibliografica, di interesse storico e culturale.

#### Albero genealogico Tipaldo
|                 |                  |                   |                   |                 |                                |                                |                 |                       |                       |                   |                   |                                 |                                 |                       |                       |          |          |                    |                    |                    |                    |                    |            |                            |                              |                              |                     |            |            |                  |                  |                   |                   |                                 |                                 |         |         |                               |                               |                    |                    |          |                                    |                                    |                              |                              |                    |                    |                                   |                                   |                              |                              |                           |                           |                            |                            |                                |                                |                    |                    |                      |                      |                   |                   |
|                 |                  |                   |                   |                 |                                |                                |                 |                       |                       |                   |                   |                                 |                                 |                       |                       |          |          |                    |                    |                    |                    |                    |            |                            |                              |                              |                     |            |            |                  |                  |                   |                   |                                 | Colella * 1370 ca.              |         |         |                               |                               |                    |                    |          |                                    |                                    |                              |                              |                    |                    |                                   |                                   |                              |                              |                           |                           |                            |                            |                                |                                |                    |                    |                      |                      |                   |                   |
|                 |                  |                   |                   |                 |                                |                                |                 |                       |                       |                   |                   |                                 |                                 |                       |                       |          |          |                    |                    |                    |                    |                    |            |                            |                              |                              |                     |            |            |                  |                  |                   |                   |                                 |                                 |         |         |                               |                               |                    |                    |          |                                    |                                    |                              |                              |                    |                    |                                   |                                   |                              |                              |                           |                           |                            |                            |                                |                                |                    |                    |                      |                      |                   |                   |
|                 |                  |                   |                   |                 |                                |                                |                 |                       |                       |                   |                   |                                 |                                 |                       |                       |          |          |                    |                    |                    |                    |                    |            |                            |                              |                              |                     |            |            |                  |                  |                   |                   |                                 |                                 |         |         |                               |                               |                    |                    |          |                                    |                                    |                              |                              |                    |                    |                                   |                                   |                              |                              |                           |                           |                            |                            |                                |                                |                    |                    |                      |                      |                   |                   |
|                 |                  |                   |                   |                 |                                |                                |                 |                       |                       |                   |                   |                                 |                                 |                       |                       |          |          |                    |                    |                    | Gianici * 1420 ca. | Gianici * 1420 ca. |            |                            |                              |                              |                     |            |            |                  |                  |                   |                   |                                 |                                 |         |         |                               |                               |                    |                    |          |                                    |                                    |                              |                              |                    |                    |                                   | Menone * 1425 ca.                 | Menone * 1425 ca.            |                              |                           |                           |                            |                            |                                |                                |                    |                    |                      |                      |                   |                   |
|                 |                  |                   |                   |                 |                                |                                |                 |                       |                       |                   |                   |                                 |                                 |                       |                       |          |          |                    |                    |                    |                    |                    |            |                            |                              |                              |                     |            |            |                  |                  |                   |                   |                                 |                                 |         |         |                               |                               |                    |                    |          |                                    |                                    |                              |                              |                    |                    |                                   |                                   |                              |                              |                           |                           |                            |                            |                                |                                |                    |                    |                      |                      |                   |                   |
|                 |                  |                   |                   |                 |                                |                                |                 |                       |                       |                   |                   |                                 |                                 |                       |                       |          |          |                    |                    |                    |                    |                    |            |                            |                              |                              |                     |            |            |                  |                  |                   |                   |                                 |                                 |         |         |                               |                               |                    |                    |          |                                    |                                    |                              |                              |                    |                    |                                   |                                   |                              |                              |                           |                           |                            |                            |                                |                                |                    |                    |                      |                      |                   |                   |
|                 |                  |                   |                   |                 |                                |                                |                 |                       |                       | Nicolo * 1470 ca. | Nicolo * 1470 ca. |                                 |                                 |                       |                       |          |          |                    |                    |                    |                    |                    |            |                            | Gali (o Galeazzo) * 1475 ca. | Gali (o Galeazzo) * 1475 ca. |                     |            |            |                  |                  | Vretto * 1480 ca. | Vretto * 1480 ca. |                                 |                                 |         |         |                               |                               | Georgio * 1470 ca. | Georgio * 1470 ca. |          |                                    |                                    |                              | Michele                      | Michele            |                    |                                   |                                   |                              | Pietro                       | Pietro                    |                           |                            |                            |                                |                                |                    | Nicolò * 1500 ca.  | Nicolò * 1500 ca.    |                      |                   |                   |
|                 |                  |                   |                   |                 |                                |                                |                 |                       |                       |                   |                   |                                 |                                 |                       |                       |          |          |                    |                    |                    |                    |                    |            |                            |                              |                              |                     |            |            |                  |                  |                   |                   |                                 |                                 |         |         |                               |                               |                    |                    |          |                                    |                                    |                              |                              |                    |                    |                                   |                                   |                              |                              |                           |                           |                            |                            |                                |                                |                    |                    |                      |                      |                   |                   |
|                 |                  |                   |                   |                 |                                |                                |                 |                       |                       |                   |                   |                                 |                                 |                       |                       |          |          |                    |                    |                    |                    |                    |            |                            |                              |                              |                     |            |            |                  |                  |                   |                   |                                 |                                 |         |         |                               |                               |                    |                    |          |                                    |                                    |                              |                              |                    |                    |                                   |                                   |                              |                              |                           |                           |                            |                            |                                |                                |                    |                    |                      |                      |                   |                   |
|                 | Marco * 1510 ca. | Marco * 1510 ca.  |                   |                 | Arseni * 1512 ca. † prima 1593 | Arseni * 1512 ca. † prima 1593 |                 | Paolo * 1515 ca.      | Paolo * 1515 ca.      |                   |                   | Antonio * 1516 ca. † prima 1593 | Antonio * 1516 ca. † prima 1593 |                       |                       |          |          |                    |                    | Giorgio * 1518 ca. | Giorgio * 1518 ca. |                    |            | Dimo (Demetrio) * 1510 ca. | Dimo (Demetrio) * 1510 ca.   | Vizo * 1515 ca.              | Vizo * 1515 ca.     |            |            | Zanni * 1510 ca. | Zanni * 1510 ca. |                   |                   | Giacomo * 1515 ca. † prima 1593 | Giacomo * 1515 ca. † prima 1593 |         |         | Carlo * 1510 ca. † prima 1593 | Carlo * 1510 ca. † prima 1593 |                    |                    |          | Stamatello * 1515 ca. † prima 1593 | Stamatello * 1515 ca. † prima 1593 | Paolo * 1515 sp. ? Talassino | Paolo * 1515 sp. ? Talassino | Antonio * 1520 ca. | Antonio * 1520 ca. | Belisario * 1520 ca. † prima 1593 | Belisario * 1520 ca. † prima 1593 | Lambrino * 1525 ca. fl. 1593 | Lambrino * 1525 ca. fl. 1593 | Draco * 1530 ca. fl. 1593 | Draco * 1530 ca. fl. 1593 | Andrea * 1835 ca. fl. 1583 | Andrea * 1835 ca. fl. 1583 | Giorgio * 1520 ca.             | Giorgio * 1520 ca.             | Stamati * 1525 ca. | Stamati * 1525 ca. | Vardaramo * 1522 ca. | Vardaramo * 1522 ca. | Manoli * 1526 ca. | Manoli * 1526 ca. |
|                 |                  |                   |                   |                 |                                |                                |                 |                       |                       |                   |                   |                                 |                                 |                       |                       |          |          |                    |                    |                    |                    |                    |            |                            |                              |                              |                     |            |            |                  |                  |                   |                   |                                 |                                 |         |         |                               |                               |                    |                    |          |                                    |                                    |                              |                              |                    |                    |                                   |                                   |                              |                              |                           |                           |                            |                            |                                |                                |                    |                    |                      |                      |                   |                   |
|                 |                  |                   |                   |                 |                                |                                |                 |                       |                       |                   |                   |                                 |                                 |                       |                       |          |          |                    |                    |                    |                    |                    |            |                            |                              |                              |                     |            |            |                  |                  |                   |                   |                                 |                                 |         |         |                               |                               |                    |                    |          |                                    |                                    |                              |                              |                    |                    |                                   |                                   |                              |                              |                           |                           |                            |                            |                                |                                |                    |                    |                      |                      |                   |                   |
| Luca * 1540 ca. | Luca * 1540 ca.  | Nicolo * 1545 ca. | Nicolo * 1545 ca. | Jani * 1540 ca. | Jani * 1540 ca.                | Mano * 1545 ca.                | Mano * 1545 ca. | Alessandro * 1536 ca. | Alessandro * 1536 ca. | Tomaso            | Tomaso            | Draco * 1540 ca.                | Draco * 1540 ca.                | Costantino * 1542 ca. | Costantino * 1542 ca. | Andruzzo | Andruzzo | Lentolo * 1540 ca. | Lentolo * 1540 ca. | Draco              | Draco              | Costantino         | Costantino | Andrea * 1540 ca.          | Andrea * 1540 ca.            | Zuanne * 1550 ca.            | Zuanne * 1550 ca.   | Stamatello | Stamatello | Callistrato      | Callistrato      | Vretto * 1545 ca. | Vretto * 1545 ca. | Stefano * 1540 ca.              | Stefano * 1540 ca.              | Giorgio | Giorgio | Demetrio * 1540 ca.           | Demetrio * 1540 ca.           | Linardo * 1545 ca. | Linardo * 1545 ca. | Agostolo | Agostolo                           | Zanni                              | Zanni                        |                              |                    |                    |                                   | Spiro                             | Spiro                        | Florio                       | Florio                    |                           | Alessandro * 1540 ca.      | Alessandro * 1540 ca.      | Manoli * 1550 ca. † prima 1641 | Manoli * 1550 ca. † prima 1641 | forse Costantino   | forse Costantino   |                      |                      |                   |                   |
|                 |                  |                   |                   |                 |                                |                                |                 |                       |                       |                   |                   |                                 |                                 |                       |                       |          |          |                    |                    |                    |                    |                    |            |                            |                              |                              |                     |            |            |                  |                  |                   |                   |                                 |                                 |         |         |                               |                               |                    |                    |          |                                    |                                    |                              |                              |                    |                    |                                   |                                   |                              |                              |                           |                           |                            |                            |                                |                                |                    |                    |                      |                      |                   |                   |
|                 |                  |                   |                   |                 |                                |                                |                 |                       |                       |                   |                   |                                 |                                 |                       |                       |          |          |                    |                    |                    |                    |                    |            |                            |                              |                              |                     |            |            |                  |                  |                   |                   |                                 |                                 |         |         |                               |                               |                    |                    |          |                                    |                                    |                              |                              |                    |                    |                                   |                                   |                              |                              |                           |                           |                            |                            |                                |                                |                    |                    |                      |                      |                   |                   |
|                 |                  |                   |                   |                 |                                |                                |                 |                       |                       |                   |                   |                                 |                                 |                       |                       |          |          |                    |                    |                    |                    |                    |            | Demetrio                   | Demetrio                     | Apostolo * 1575 ca.          | Apostolo * 1575 ca. |            |            |                  |                  | Stamatello        | Stamatello        | Giacomo * 1570 ca.              | Giacomo * 1570 ca.              | Spiro   | Spiro   |                               |                               |                    |                    |          |                                    |                                    |                              |                              |                    |                    |                                   |                                   |                              |                              |                           |                           |                            |                            |                                |                                |                    |                    |                      |                      |                   |                   |
|                 |                  |                   |                   |                 |                                |                                |                 |                       |                       |                   |                   |                                 |                                 |                       |                       |          |          |                    |                    |                    |                    |                    |            |                            |                              |                              |                     |            |            |                  |                  |                   |                   |                                 |                                 |         |         |                               |                               |                    |                    |          |                                    |                                    |                              |                              |                    |                    |                                   |                                   |                              |                              |                           |                           |                            |                            |                                |                                |                    |                    |                      |                      |                   |                   |
|                 |                  |                   |                   |                 |                                |                                |                 |                       |                       |                   |                   |                                 |                                 |                       |                       |          |          |                    |                    |                    |                    |                    |            |                            |                              |                              |                     |            |            |                  |                  |                   |                   |                                 |                                 |         |         |                               |                               |                    |                    |          |                                    |                                    |                              |                              |                    |                    |                                   |                                   |                              |                              |                           |                           |                            |                            |                                |                                |                    |                    |                      |                      |                   |                   |
|                 |                  |                   |                   |                 |                                |                                |                 |                       |                       |                   |                   |                                 |                                 |                       |                       |          |          |                    |                    |                    |                    |                    |            |                            |                              | Giacomo                      | Giacomo             |            |            |                  |                  |                   |                   | Tomaso                          | Tomaso                          |         |         |                               |                               |                    |                    |          |                                    |                                    |                              |                              |                    |                    |                                   |                                   |                              |                              |                           |                           |                            |                            |                                |                                |                    |                    |                      |                      |                   |                   |

#### Albero genealogico Typaldos ramo Zannì o Zannato
|                  |                  |                                             |                                             |                                                     |                                                     |                                                    |                                                                      |                                                                      |                 |                                 |                                 |                                 |                                                     |                                                     |                                            |                                           |                                           |            |            |                                        |                                        |                         |                         |
|                  |                  |                                             |                                             |                                                     |                                                     |                                                    |                                                                      |                                                                      |                 |                                 |                                 |                                 |                                                     |                                                     | Alessandro * 1536 ca.                      |                                           |                                           |            |            |                                        |                                        |                         |                         |
|                  |                  |                                             |                                             |                                                     |                                                     |                                                    |                                                                      |                                                                      |                 |                                 |                                 |                                 |                                                     |                                                     |                                            |                                           |                                           |            |            |                                        |                                        |                         |                         |
|                  |                  |                                             |                                             |                                                     |                                                     |                                                    |                                                                      |                                                                      |                 |                                 |                                 |                                 |                                                     |                                                     |                                            |                                           |                                           |            |            |                                        |                                        |                         |                         |
|                  |                  |                                             |                                             |                                                     |                                                     |                                                    |                                                                      |                                                                      |                 |                                 |                                 |                                 | Antonio                                             | Antonio                                             | Zanni * 1592 ca.                           | Zanni * 1592 ca.                          | Alessandro                                | Alessandro |            |                                        |                                        |                         |                         |
|                  |                  |                                             |                                             |                                                     |                                                     |                                                    |                                                                      |                                                                      |                 |                                 |                                 |                                 |                                                     |                                                     |                                            |                                           |                                           |            |            |                                        |                                        |                         |                         |
|                  |                  |                                             |                                             |                                                     |                                                     |                                                    |                                                                      |                                                                      |                 |                                 |                                 |                                 |                                                     |                                                     |                                            |                                           |                                           |            |            |                                        |                                        |                         |                         |
|                  |                  |                                             |                                             |                                                     |                                                     |                                                    |                                                                      |                                                                      |                 |                                 |                                 | Matteo                          | Matteo                                              | Stefano (Stelio)                                    | Stefano (Stelio)                           | Antonio * 1625 ca. sp. Cornelia Perlingin | Antonio * 1625 ca. sp. Cornelia Perlingin | Vittorio   | Vittorio   |                                        |                                        |                         |                         |
|                  |                  |                                             |                                             |                                                     |                                                     |                                                    |                                                                      |                                                                      |                 |                                 |                                 |                                 |                                                     |                                                     |                                            |                                           |                                           |            |            |                                        |                                        |                         |                         |
|                  |                  |                                             |                                             |                                                     |                                                     |                                                    |                                                                      |                                                                      |                 |                                 |                                 |                                 |                                                     |                                                     |                                            |                                           |                                           |            |            |                                        |                                        |                         |                         |
|                  |                  |                                             |                                             |                                                     |                                                     |                                                    |                                                                      |                                                                      |                 |                                 | Meletio * 1648; † 6 maggio 1713 | Meletio * 1648; † 6 maggio 1713 | Zannì * 1650 ca.                                    | Zannì * 1650 ca.                                    | Geremia * 1658; † 1728                     | Geremia * 1658; † 1728                    | Michele                                   | Michele    | Alessandro | Alessandro                             | Belisario * 1668 ca.                   | Belisario * 1668 ca.    |                         |
|                  |                  |                                             |                                             |                                                     |                                                     |                                                    |                                                                      |                                                                      |                 |                                 |                                 |                                 |                                                     |                                                     |                                            |                                           |                                           |            |            |                                        |                                        |                         |                         |
|                  |                  |                                             |                                             |                                                     |                                                     |                                                    |                                                                      |                                                                      |                 |                                 |                                 |                                 |                                                     |                                                     |                                            |                                           |                                           |            |            |                                        |                                        |                         |                         |
|                  |                  |                                             |                                             |                                                     |                                                     |                                                    |                                                                      |                                                                      |                 |                                 | Antonio * 1680 ca.              | Antonio * 1680 ca.              | Stefano * 1685 ca. † prima del 1746 sp. Diamantulla | Stefano * 1685 ca. † prima del 1746 sp. Diamantulla | Francesco                                  | Francesco                                 |                                           |            |            | Gritti (Andrea Giovanni) * 1690 † 1764 | Gritti (Andrea Giovanni) * 1690 † 1764 | Andrea * 1700 ca.       | Andrea * 1700 ca.       |
|                  |                  |                                             |                                             |                                                     |                                                     |                                                    |                                                                      |                                                                      |                 |                                 |                                 |                                 |                                                     |                                                     |                                            |                                           |                                           |            |            |                                        |                                        |                         |                         |
|                  |                  |                                             |                                             |                                                     |                                                     |                                                    |                                                                      |                                                                      |                 |                                 |                                 |                                 |                                                     |                                                     |                                            |                                           |                                           |            |            |                                        |                                        |                         |                         |
|                  |                  |                                             |                                             |                                                     |                                                     |                                                    |                                                                      |                                                                      | Matteo          | Matteo                          | Zuanne * 1715 ca.               | Zuanne * 1715 ca.               | Costantino                                          | Costantino                                          | Demetrio                                   | Demetrio                                  |                                           |            |            |                                        |                                        | Catterino * 1724 † 1783 | Catterino * 1724 † 1783 |
|                  |                  |                                             |                                             |                                                     |                                                     |                                                    |                                                                      |                                                                      |                 |                                 |                                 |                                 |                                                     |                                                     |                                            |                                           |                                           |            |            |                                        |                                        |                         |                         |
|                  |                  |                                             |                                             |                                                     |                                                     |                                                    |                                                                      |                                                                      |                 |                                 |                                 |                                 |                                                     |                                                     |                                            |                                           |                                           |            |            |                                        |                                        |                         |                         |
|                  |                  |                                             |                                             |                                                     |                                                     |                                                    |                                                                      |                                                                      |                 |                                 | Stelio * 1740 ca.               |                                 |                                                     |                                                     |                                            |                                           |                                           |            |            |                                        |                                        |                         |                         |
|                  |                  |                                             |                                             |                                                     |                                                     |                                                    |                                                                      |                                                                      |                 |                                 |                                 |                                 |                                                     |                                                     |                                            |                                           |                                           |            |            |                                        |                                        |                         |                         |
|                  |                  |                                             |                                             |                                                     |                                                     |                                                    |                                                                      |                                                                      |                 |                                 |                                 |                                 |                                                     |                                                     |                                            |                                           |                                           |            |            |                                        |                                        |                         |                         |
|                  |                  |                                             |                                             |                                                     |                                                     |                                                    | Zuanne * 1770 ca. † 1832 Zannetta, figlia di Pietro Tipaldo-Jacovato | Zuanne * 1770 ca. † 1832 Zannetta, figlia di Pietro Tipaldo-Jacovato |                 |                                 |                                 |                                 |                                                     |                                                     |                                            | Nicolò * 1775 ca.                         | Nicolò * 1775 ca.                         |            |            |                                        |                                        |                         |                         |
|                  |                  |                                             |                                             |                                                     |                                                     |                                                    |                                                                      |                                                                      |                 |                                 |                                 |                                 |                                                     |                                                     |                                            |                                           |                                           |            |            |                                        |                                        |                         |                         |
|                  |                  |                                             |                                             |                                                     |                                                     |                                                    |                                                                      |                                                                      |                 |                                 |                                 |                                 |                                                     |                                                     |                                            |                                           |                                           |            |            |                                        |                                        |                         |                         |
| Spiro * 1830 ca. | Spiro * 1830 ca. | Maria * 6 agosto 1832 sp. Caralambo Chefala | Maria * 6 agosto 1832 sp. Caralambo Chefala | Evanghelino sp. Caterina Manzavino                  | Evanghelino sp. Caterina Manzavino                  |                                                    |                                                                      |                                                                      |                 | Gerasimo sp. Elisabetta Loverdo | Gerasimo sp. Elisabetta Loverdo | Panaghi                         | Panaghi                                             | Margherita sp. Caralambo Tipaldos Caritato          | Margherita sp. Caralambo Tipaldos Caritato | Spiridion                                 | Spiridion                                 |            |            |                                        |                                        |                         |                         |
|                  |                  |                                             |                                             |                                                     |                                                     |                                                    |                                                                      |                                                                      |                 |                                 |                                 |                                 |                                                     |                                                     |                                            |                                           |                                           |            |            |                                        |                                        |                         |                         |
|                  |                  |                                             |                                             |                                                     |                                                     |                                                    |                                                                      |                                                                      |                 |                                 |                                 |                                 |                                                     |                                                     |                                            |                                           |                                           |            |            |                                        |                                        |                         |                         |
|                  | Matteo           | Matteo                                      | Costantino                                  | Costantino                                          | Dionysio * 1875 † 6 gennaio 1955 sp. Litina Stella  | Dionysio * 1875 † 6 gennaio 1955 sp. Litina Stella | Gerasimo                                                             | Gerasimo                                                             | Angelina * 1878 | Angelina * 1878                 | Evanghelino * 1879              | Evanghelino * 1879              |                                                     |                                                     |                                            |                                           |                                           |            |            |                                        |                                        |                         |                         |
|                  |                  |                                             |                                             |                                                     |                                                     |                                                    |                                                                      |                                                                      |                 |                                 |                                 |                                 |                                                     |                                                     |                                            |                                           |                                           |            |            |                                        |                                        |                         |                         |
|                  |                  |                                             |                                             |                                                     |                                                     |                                                    |                                                                      |                                                                      |                 |                                 |                                 |                                 |                                                     |                                                     |                                            |                                           |                                           |            |            |                                        |                                        |                         |                         |
|                  |                  |                                             |                                             | Evanghelo * 1922 † 16 maggio 2013 sp. Linda Mancini | Evanghelo * 1922 † 16 maggio 2013 sp. Linda Mancini | Katerina * 1922 † 2013                             | Katerina * 1922 † 2013                                               |                                                                      |                 |                                 |                                 |                                 |                                                     |                                                     |                                            |                                           |                                           |            |            |                                        |                                        |                         |                         |
|                  |                  |                                             |                                             |                                                     |                                                     |                                                    |                                                                      |                                                                      |                 |                                 |                                 |                                 |                                                     |                                                     |                                            |                                           |                                           |            |            |                                        |                                        |                         |                         |
|                  |                  |                                             |                                             |                                                     |                                                     |                                                    |                                                                      |                                                                      |                 |                                 |                                 |                                 |                                                     |                                                     |                                            |                                           |                                           |            |            |                                        |                                        |                         |                         |
|                  |                  |                                             | Irene * 1962 sp. Salvatore Bellisario       | Irene * 1962 sp. Salvatore Bellisario               | Dionysio * 1972                                     | Dionysio * 1972                                    |                                                                      |                                                                      |                 |                                 |                                 |                                 |                                                     |                                                     |                                            |                                           |                                           |            |            |                                        |                                        |                         |                         |
|                  |                  |                                             |                                             |                                                     |                                                     |                                                    |                                                                      |                                                                      |                 |                                 |                                 |                                 |                                                     |                                                     |                                            |                                           |                                           |            |            |                                        |                                        |                         |                         |
|                  |                  |                                             |                                             |                                                     |                                                     |                                                    |                                                                      |                                                                      |                 |                                 |                                 |                                 |                                                     |                                                     |                                            |                                           |                                           |            |            |                                        |                                        |                         |                         |
|                  |                  | Stiliana Bellisario * 1990                  | Stiliana Bellisario * 1990                  | Fabiana Bellisario * 1990                           | Fabiana Bellisario * 1990                           |                                                    |                                                                      |                                                                      |                 |                                 |                                 |                                 |                                                     |                                                     |                                            |                                           |                                           |            |            |                                        |                                        |                         |                         |